# Йосиф Балцан
Йо́сиф Ба́лцан (рум. Iosif Balţan; *25 грудня 1923 — †18 вересня 1975) — молдовський поет, публіцист.

## Життєпис
Народився 25 грудня 1923 року у Кишиневі, Румунське королівство (тепер — столиця Молдови).
Учасник Другої світової війни.
У 1956 році — закінчив Вищі літературні курси при Спілці письменників СРСР.
У 1958 році — закінчив Літературний інститут у Москві.

## Творчість
У 1949 році вийшла перша персональна збірка віршів поета — «На сторожі життя» (рум. «La straja vieţii»).

### Балцан і Україна
Написав есе про Лесю Українку, Павла Тичину, які ввійшли до книги «Дні та дороги» (1961).
Українською мовою окремі вірші Балцана переклали Павло Тичина, Андрій М'ястківський, Віктор Баранов.